# Günter Worch
Günter Worch (* 13. September 1895 in Charlottenburg; † 23. Juli 1981 in München) war ein deutscher Bauingenieur.

## Leben
Worch studierte von 1914 bis 1920 Bauingenieurwesen an der TH Charlottenburg. Dazwischen war er 1914 bis 1918 als Soldat im Ersten Weltkrieg, wobei er 1916 verwundet wurde und einen Arm verlor. Danach war er in der Stahlbaufirma Breest & Co. in Berlin und im Ingenieurbüro Mensch, wobei er an zahlreichen Stahlbauten in Berlin mitwirkte, bevor er 1922 wissenschaftlicher Assistent an der TH Darmstadt wurde. Dort wurde er 1923 promoviert (Der durchlaufende Träger mit Gelenken (Bauart Breest)) und habilitierte sich 1925 (Studien zur Berechnung und Konstruktion mehrstieliger Stockwerkrahmen, veröffentlicht in Der Bauingenieur 1925). Anschließend war er Privatdozent und ab 1931 außerordentlicher Professor für Baustatik und konstruktiven Ingenieurbau an der TH Darmstadt. 1933 bis 1935 war er Chefingenieur im Ingenieurbüro Mensch in Berlin. 1935 wurde er ordentlicher Professor für Baustatik und Stahlbau an der TU München. 1945 wurde er zunächst wegen politischer Belastung entlassen, war 1948 Lehrstuhlvertreter und ab 1949 wieder ordentlicher Professor. 1963 wurde er emeritiert, hatte aber noch bis 1965 die kommissarische Leitung des Lehrstuhls für Stahlbau.
Er schrieb regelmäßig im Beton-Kalender zum Beispiel über elastische Platten, Scheiben und Schalen, Computer in der Baustatik und lineare Gleichungen in der Baustatik. Er veröffentlichte unter anderem Artikel über elastisch gebettete Stäbe, allgemeine Fragen der Statik, die Oderbrücke der Autobahn Berlin-Stettin (Bauingenieur 1937) und Lastenzüge der Reichsbahn.